# The Hockey Theme
The Hockey Theme est un indicatif musical canadien écrit en 1968 par Dolores Claman et orchestré par Jerry Toth. L'air est considéré comme l'hymne national officieux du Canada.
Longtemps associé à La Soirée du hockey de la télévision de Radio-Canada et à Hockey Night in Canada de la CBC Television, le thème musical est racheté en 2008 par Bell Media, propriétaire des chaînes TSN et RDS.

## Histoire

### Origines
En 1968, la Société Radio-Canada (SRC) commande à l'agence de publicité McLaren Advertising un forfait de mise en marché, incluant des illustrations et un thème musical. McLaren fait appel à Dolores Claman, compositrice classique et créatrice de nombreuses ritournelles publicitaires, pour écrire la musique. Claman n'avait jamais vu une partie de hockey. Elle a écrit la musique en imaginant des gladiateurs en patins. Claman raconte que le morceau est écrit pour refléter la courbe d'un match; l'arrivée sur la patinoire, le jeu, le retour à la maison, « en plus d'une bière froide ». Comme le morceau est d'abord un jingle, Claman ne touche originellement pas de redevances ― elle en touchera éventuellement ―, mais seulement un cachet de 800 $.
Bien que Claman soit d'avis que le succès de la pièce a contribué à placer Toronto sur l'échiquier mondial de la publicité, elle ne réalise la popularité du morceau qu'après une décennie, par le biais des amis de son fils.
Dans les années 1970, la SRC utilise le Hockey Theme comme thème musical officiel pour ses reportages. Claman touche alors entre 2000 $ et 10 000 $ en droits, annuellement. En 1993, elle gagne environ 500 $ par diffusion.

### Poursuite
En 2004, Claman intente une poursuite à l'encontre de la Société Radio-Canada, alléguant que le réseau avait fait de l'utilisation non autorisée du Hockey Theme, soit comme thème musical de NHL Centre Ice, en le vendant comme une sonnerie de téléphone cellulaire et en l'utilisant à l'extérieur du Canada.

### Négociations avec la SRC
La licence d'utilisation du morceau par la SRC expire à l'issue des Séries éliminatoires de la Coupe Stanley de 2008. L'éditeur de Claman affirme que la SRC n'a pas démontré d'intérêt pour un renouvellement. La direction du diffuseur publique nie, affirmant que les négociations sur un nouvel accord de licence pour la pièce étaient toujours en cours. Cependant, les négociations achoppent. Dans l'impasse, la SRC annonce la tenue d'un concours national pour trouver un thème de substitution.

### Acquisition par Globemedia
Le 9 juin 2008, la SRC propose de reprendre les négociations sous la médiation de Gord Kirke : « Nous pensons que ce thème vaut la peine d'être sauvée. Les Canadiens sont passionnés au sujet de son association avec Hockey Night in Canada », déclarait alors le directeur exécutif de la division sports de la SRC. Cependant, en milieu d'après-midi, les représentants de Claman annoncent que les droits ont été vendus à CTV-Globemedia à perpétuité, en vue d'une utilisation sur TSN, RDS et, éventuellement, sur les ondes de CTV lors de sa couverture des Jeux olympiques de Vancouver. Comme ces cérémonies ont été diffusées à l'échelle internationale, la composition a reçu l'attention du monde entier.
Peu de temps après l'annonce du rachat des droits par CTV, la SRC dépose des demandes pour protéger trois versions du Hockey Theme en tant que logos sonores. Ces applications sont abandonnés en 2009.
En 2010, le Hockey Theme a été intronisé au panthéon des auteurs et compositeurs canadiens.
En 2013, TSN et RDS perdent les droits de diffusion nationale des matches de la LNH aux mains de Rogers Media. Bell Media décide de conserver les droits sur le thème et de continuer à le diffuser, pour sa couverture locale des Sénateurs d'Ottawa, des Maple Leafs de Toronto, des Jets de Winnipeg et des Canadiens de Montréal. Rogers a plutôt opté pour le thème Canadian Gold.

### Arrangements
Le thème a été mis à jour à plusieurs reprises :
- Au milieu des années 1980, un big band enregistre une version destinée à la télé[16] ;
- En 1988, la SRC fait produire une version rock du thème. Cette version est étroitement associée à l'époque où Molson est le commanditaire principal des reportages en direct[17]. Une version légèrement modifiée est en usage jusqu'à la dernière diffusion de La soirée du hockey en 2004[18] ;
- De 1998 à 2000, une version synthétisée du thème est utilisée par la SRC, tandis que Labatt est commanditaire principal[19] ;
- En 2000, une nouvelle version big band est enregistrée[20], mais délaissée rapidement après que Claman se soit plainte du rendu[21] ;
- De 2001 à 2008, un thème synthétisé est utilisé par les réseaux[22] ;
- En 2008, Simple Plan a fait une version rock[23].
- En 2009, Neil Peart arrange et enregistre un rendu qui est utilisé lors de la couverture des matchs de la ligue nationale de hockey par RDS et TSN.